# Wilhelmus Henricus Antonius Jonkers
Wilhelmus (Wim) Henricus Antonius Jonkers (Helmond, 22 februari 1923 – Ooij, 16 oktober 1986) was een Nederlands jurist. Hij was eerst als lector en daarna als hoogleraar verbonden aan de Radboud Universiteit. Hij legde zich onder andere toe op het strafrecht.

## Biografie
Jonkers ging naar diverse kleinseminaries en legde zijn eerste gelofte af in 1943, in de Congregatie van de priesters van het H. Hart. In 1944 behaalde hij het Staatsexamen A. Hij werd in 1949 tot priester gewijd. In 1951 trok hij gedurende een aantal weken als aalmoezenier mee met 'kapelwagens', georganiseerd door 'Oostpriesterhulp' die materiële en geestelijke bijstand verleenden aan de over West-Duitsland verspreide 'Ostvertriebenen'. 
Vervolgens begon hij aan een studie rechten aan de Radboud Universiteit in Nijmegen. Hij behaalde in 1955 cum laude zijn doctoraalexamen. Kort daarna werd hij de assistent van de hoogleraar staatsrecht Frans Duynstee. In 1962 promoveerde hij bij Dirk van Eck op het rechtsfilosofische proefschrift Het subjectieve recht in het licht der gerechtigheid. Daarna werd hij benoemd tot lector in de criminologie en het kinderrecht. Hij aanvaardde in 1963 dit ambt met rede Oorzakelijkheids- of schuldcriminologie? Met deze rede sprak hij zich uit tegen het denken in oorzaak en gevolg binnen de criminologie. Ook sprak hij zich uit tegen een natuurwetenschappelijke benadering waarbij de misdaad herleid wordt tot een resultaat van biologische, psychologische of sociologische processen (en waarin de misdadiger een willoos object vormt). Daar tegenover stelde hij de vrije wil van de misdadiger. De misdaad is een menselijke daad die voortspruit uit de geest van de misdadiger. Hij kiest er zelf voor om een misdaad te begaan. Jonkers' verwijt was dan ook dat de criminologie, door de vrije wil te ontkennen, in essentie op onmenselijke wijze te werk ging.
Als lector verrichtte hij onderzoek naar de effecten van detentie in open gevangenissen. Ook was hij een van de auteurs van het in 1965 (zelfde jaar als de invoering van de nieuwe kinderwetten) uitgegeven handboek Het nieuwe kinderrecht: strafrecht, strafprocesrecht. Tijdens zijn lectoraat vervulde hij ook een aantal andere functies. Zo was hij bij het gevangeniswezen aalmoezenier. Ook was hij rechter-plaatsvervanger bij de rechtbank te Arnhem. Verder was hij lid van de Zutphense reclasseringsraad. In 1969 werd het penitentiair recht aan zijn leeropdracht als lector toegevoegd. Het jaar erop werd hij benoemd tot hoogleraar. Criminologie werd een eigen leerstoel en Jonkers behield het kinderrecht en het penitentiair recht. In 1971 hield hij zijn inaugurele rede getiteld Het onvermijdelijk kwaad van het strafrecht. Met deze rede vraagt hij zich af waarom er wel gevraagd wordt naar de zin van het strafrecht maar waarom dit niet bij andere rechtsgebieden zoals het staatsrecht gebeurt. In zijn rede twijfelt Jonkers aan de zin van het strafrecht, maar voorstander van afschaffing is hij niet. Jonkers pleit uiteindelijk voor een restrictief strafrecht dat door de overheid met terughoudendheid en voorzichtigheid moet worden gehanteerd. 
Aan het begin van de jaren zeventig begon hij met een onderzoek naar het penitentiair recht. Het doel van dit onderzoek was om daarbinnen systematiek aan te brengen, vergezeld van een inventarisatie en commentaren. Dit onderzoek groeide uit tot een geheel waar menigeen aan meegewerkt heeft en het uiteindelijke resultaat was het handboek Het Penitentiair Recht (1975). Dit handboek heeft ervoor gezorgd dat het onderwerp strafexecutie voor een groter publiek toegankelijk werd en dat het penitentiair recht veel wetenschappelijker is geworden. Ook bleef Jonkers bezig met het vervullen van nevenfuncties. Zo vervulde hij de functie van raadsheer-plaatsvervanger bij het gerechtshof in Arnhem, waar hij vanaf 1976 deel uitmaakte van de penitentiaire kamer. 
In 1980 wijzigde zijn leeropdracht voor de laatste maal. Ditmaal luidde zijn leeropdracht "strafrecht en strafprocesrecht". Het penitentiair recht werd hier ook onder geschaard. Hierna verschoof de focus van zijn onderzoek. Nu kon hij zich louter op het strafrecht richten en waarde hij zich aan de fundamentele begrippen van het materiële strafrecht. In 1984 verscheen dan ook Inleiding in de strafrechtsdogmatiek van zijn hand (onderdeel van een serie onder de redactie van Jonkers). Wederom verdedigde hij zijn standpunt dat schuld niet louter de straf legitimeert maar ook limiteert. Zijn standpunt was in tegenspraak met de heersende opvatting van de Hoge Raad die eerder al het beginsel geen straf zwaarder dan de schuld had verworpen. Zijn laatste publicatie kwam uit in 1986 en was getiteld Gedenkboek Honderd jaar Wetboek van Strafrecht.  In deze publicatie keerde hij terug naar de opvatting dat het strafrecht verbonden is met het natuurrecht en daarom uiting dient te geven aan diepgewortelde morele overtuigingen en aan fundamentele rechtsgoederen. 
Jonkers overleed op 16 oktober 1986 in zijn woning in Ooij, twee weken voordat hij met emeritaat zou gaan. Zijn plan was om na zijn emeritaat het geloof centraal in zijn leven te zetten maar dit is er niet meer van gekomen.

## Publicaties (selectie)
- Het strafrechtelijk schuldverwijt, in: J. Balkema (red.) Gedenkboek Honderd jaar Wetboek van Strafrecht (1986).
- Inleiding tot de strafrechtsdogmatiek: het schuldbeginsel, het legaliteitsbeginsel, de strafbaarheidsvoorwaarden, de poging en de deelneming (1984).
- Het personen- en familierecht in het nieuwe burgerlijk wetboek (1977). met E.A.A. Luijten en anderen.
- Het penitentiair recht: strafrechtelijke sancties in Nederland (1975).
- Het onvermijdelijk kwaad van het strafrecht (1971, oratie).
- Het nieuwe kinderrecht: strafrecht, strafprocesrecht: beginselenwet voor de kinderbescherming (1965). met  G. Delfos en H.S. Dijk.
- Oorzakelijkheids- of schuldcriminologie? (1963, oratie).
- Het subjectieve recht in het licht der gerechtigheid: Enkele Rechtswijsgerige beschouwingen omtrent het wezen en de ontstaansbronnen van het subjectieve recht. (1962, proefschrift).